# Kościół Najświętszej Maryi Panny Królowej Polski w Pionkach
Kościół Najświętszej Maryi Panny Królowej Polski w Pionkach – kościół rzymskokatolicki w Pionkach, województwo mazowieckie.

## Historia
14 listopada 1982 roku, poświęcenia placu pod budowę dokonał biskup Edward Materski.
22 maja 1983 roku ks. biskup Stanisław Sygnet poświęcił tymczasową kaplicę
Jesienią 1985 roku otrzymano pozwolenie na przystąpienie do budowy kościoła.
W 1988 roku rozpoczęto odprawianie mszy św. w części dolnej, prezbiterialnej, kościoła. W 1998 została oddana do użytku górną część kościoła nawowego, nawiązującą do stylu neoklasycystycznego.
28 listopada 2009 roku biskup diecezjalny Henryk Tomasik, uroczyście konsekrował całą świątynię (część prezbiterialną, wieżę, kaplicę tytularną i zakrystię).